# Persone di nome Nemanja/Calciatori
| Questa pagina contiene informazioni ricavate automaticamente dalle voci biografiche con l'ausilio del template Bio e di un bot. L'aggiornamento è periodico e automatico e ricostruisce completamente la pagina. Se manca una persona in questa lista, sei pregato di non aggiungerla, ma accertati piuttosto che la sua voce biografica contenga il template Bio e che i dati anagrafici siano correttamente compilati. Se il template Bio manca, inseriscilo tu stesso o, in alternativa, metti l'avviso {{tmp\|Bio}} che ne segnala la mancanza. Se i dati riportati sono sbagliati, correggi direttamente la voce biografica; le modifiche saranno visibili in questa lista entro pochi giorni. Per chiarimenti vedi il progetto antroponimi. La lista contiene solo le 60 persone che sono citate nell'enciclopedia e per le quali è stato implementato correttamente il template Bio. Pagina aggiornata al 16 ott 2024. |

Questa è una lista di persone presenti nell'enciclopedia che hanno il nome Nemanja e sono calciatori.

## A(3)
- Nemanja Andrić, calciatore serbo (Belgrado, n. 1987)
- Nemanja Antonov, calciatore serbo (Pančevo, n. 1995)
- Nemanja Arsenijević, ex calciatore serbo (Užice, n. 1986)

## B(3)
- Nemanja Belaković, calciatore serbo (Kraljevo, n. 1997)
- Nemanja Belić, calciatore serbo (Belgrado, n. 1987)
- Nemanja Bilbija, calciatore bosniaco (Banja Luka, n. 1990)

## C(1)
- Nemanja Celic, calciatore austriaco (Larissa, n. 1999)

## D(1)
- Nemanja Dragutinović, calciatore bosniaco (Zvornik, n. 1999)

## G(2)
- Nemanja Glavčić, calciatore serbo (Kraljevo, n. 1997)
- Nemanja Gudelj, calciatore serbo (Belgrado, n. 1991)

## I(1)
- Nemanja Ilić, calciatore serbo (Novi Sad, n. 1992)

## J(5)
- Nemanja Jakšić, calciatore serbo (Pristina, n. 1995)
- Nemanja Janičić, ex calciatore bosniaco (Banja Luka, n. 1986)
- Nemanja Jevrić, calciatore serbo (n. 1997)
- Nemanja Jovanović, calciatore serbo (Negotin, n. 1984)
- Nemanja Jović, calciatore bosniaco (Zvornik, n. 2002)

## K(3)
- Nemanja Kojić, calciatore serbo (Loznica, n. 1990)
- Nemanja Krsmanović, calciatore serbo (Šabac, n. 2003)
- Nemanja Kuzmanović, calciatore serbo (Plav, n. 1989)

## L(2)
- Nemanja Lakić-Pešić, calciatore serbo (Belgrado, n. 1991)
- Nemanja Ljubisavljević, calciatore serbo (Kruševac, n. 1996)

## M(13)
- Nemanja Maksimović, calciatore serbo (Belgrado, n. 1995)
- Nemanja Matić, calciatore serbo (Šabac, n. 1988)
- Nemanja Mihajlović, calciatore serbo (Niš, n. 1996)
- Nemanja Mijušković, calciatore montenegrino (Podgorica, n. 1992)
- Nemanja Miletić, calciatore serbo (Kosovska Mitrovica, n. 1991)
- Nemanja Miletić, calciatore serbo (Loznica, n. 1991)
- Nemanja Milisavljević, ex calciatore serbo (Brus, n. 1980)
- Nemanja Milić, ex calciatore serbo (Novi Sad, n. 1990)
- Nemanja Milunović, calciatore serbo (Čačak, n. 1989)
- Nemanja Mitrovič, calciatore sloveno (Lubiana, n. 1992)
- Nemanja Mićević, calciatore serbo (Užice, n. 1999)
- Nemanja Mladenović, calciatore serbo (Valjevo, n. 1993)
- Nemanja Motika, calciatore serbo (Berlino, n. 2003)

## N(4)
- Nemanja Nedić, calciatore montenegrino (Berane, n. 1995)
- Nemanja Nikolić, calciatore montenegrino (Valjevo, n. 1988)
- Nemanja Nikolić, ex calciatore serbo (Senta, n. 1987)
- Nemanja Nikolić, calciatore serbo (Kraljevo, n. 1992)

## O(1)
- Nemanja Obradović, calciatore serbo (Belgrado, n. 1989)

## P(2)
- Nemanja Pejčinović, ex calciatore serbo (Kragujevac, n. 1987)
- Nemanja Petrović, calciatore serbo (Valjevo, n. 1992)

## R(3)
- Nemanja Radoja, calciatore serbo (Novi Sad, n. 1993)
- Nemanja Radonjić, calciatore serbo (Niš, n. 1996)
- Nemanja Rnić, ex calciatore serbo (Belgrado, n. 1984)

## S(5)
- Nemanja Sekulić, calciatore montenegrino (Podgorica, n. 1994)
- Nemanja Stevanović, calciatore serbo (n. 1992)
- Nemanja Stojić, calciatore serbo (Belgrado, n. 1998)
- Nemanja Subotić, calciatore serbo (Belgrado, n. 1992)
- Nemanja Supić, ex calciatore bosniaco (Gacko, n. 1982)

## T(4)
- Nemanja Tekijaški, calciatore serbo (Pančevo, n. 1997)
- Nemanja Tomić, ex calciatore serbo (Kragujevac, n. 1988)
- Nemanja Tošić, calciatore serbo (Belgrado, n. 1997)
- Nemanja Tubić, ex calciatore serbo (Belgrado, n. 1984)

## V(3)
- Nemanja Vidić, calciatore serbo (Zemun, n. 1989)
- Nemanja Vidić, ex calciatore serbo (Užice, n. 1981)
- Nemanja Vučićević, ex calciatore serbo (Belgrado, n. 1979)

## Z(1)
- Nemanja Zlatković, ex calciatore serbo (Belgrado, n. 1988)

## Ć(1)
- Nemanja Ćalasan, calciatore serbo (Subotica, n. 1996)

## Č(1)
- Nemanja Čović, calciatore serbo (Novi Sad, n. 1991)

## Đ(1)
- Nemanja Đeković, calciatore serbo (n. 2003)